# Wrzeście (stacja kolejowa)
Wrzeście – czynna sezonowo stacja kolejowa w Wrześciu na linii kolejowej nr 229, w województwie pomorskim.

## Ruch pasażerski
| Rok  | Wymiana pasażerska na dobę |
| ---- | -------------------------- |
| 2017 | 0-9                        |
| 2022 | 0-9                        |